# The Suite Life on Deck
The Suite Life on Deck (en Hispanoamérica Zack y Cody: Gemelos a bordo y en España Zack y Cody: Todos a bordo) es una serie de televisión estadounidense que se emitió en Disney Channel desde el 26 de octubre del 2008 hasta el 6 de mayo de 2011. En Disney Channel Latinoamérica, la serie se trasmitió a partir del 14 de diciembre de 2008 a 28 de mayo de 2011. En Disney Channel España, la misma aún se trasmite a partir del 31 de diciembre de 2008. Se trata de una serie derivada de la Serie Original de Disney Channel The Suite Life of Zack & Cody. 
El piloto de la serie se emitió en el Reino Unido el 19 de septiembre de 2008, y en los mercados de EE. UU. el 26 de septiembre de 2008. El estreno de la serie en Disney Channel en los EE. UU. atrajo 5,7 millones de espectadores, y se convirtió en el estreno de la serie más vista en Canadá en Family Channel. La serie de televisión también fue N.º 1 en niños de 7-11 años y la 1.ª serie con guion de adolescentes en el 2008, superando la veterana serie Hannah Montana y Wizards of Waverly Place en los índices de audiencia. El 19 de octubre de 2009, se anunció que la serie ha sido renovada para una tercera temporada, que comenzó su producción en enero de 2010 y debutó el 2 de julio de 2010. La serie es también la parte superior de la serie nominal de secuencias de comandos en los niños y demográficos entre 7-19 de 2009.
Los conceptos principales de la serie fueron creados por Danny Kallis y Pamela Eells O'Connell. O'Connell, junto con Irene Dreayer son las productoras ejecutivas; Kallis fue también productor ejecutivo hasta que lo dejó a la mitad de la serie a través de la segunda temporada, y Jim Geoghan fue productor ejecutivo de las dos primeras temporadas. La serie es producida por It's a Laugh Productions y Bon Mot Productions (una productora formada y dirigida por O'Connell), en asociación con Disney Channel. Dylan y Cole Sprouse interpretan a los protagonistas masculinos de la serie, mientras que Brenda Song interpreta a la protagonista femenina. La serie también está protagonizada por Debby Ryan como Bailey Pickett, una chica campirana, y Phill Lewis como el Sr. Moseby. Los recién llegados son Matthew Timmons y Erin Cardillo (como estrellas invitadas recurrentes). Doc Shaw se unió al elenco en la segunda temporada y luego se apartó de la serie durante la tercera temporada debido a su compromiso en la serie de Disney XD, Par de Reyes.
La serie ha sido emitida en más de 30 países de todo el mundo, y está rodada en Hollywood Center Studios en Los Ángeles (al igual que la serie original). La serie se graba delante de un público en vivo, a través de una pista de risa se utiliza para algunas escenas. La serie es el segundo spin-off de una serie Disney Channel (después de la efímera Cory in the House spin-off de That's So Raven); así como la última serie de Disney Channel debutada emitida exclusivamente en definición estándar, y la primera de las tres series de Disney Channel en transición desde definición estándar a alta definición, que se produjo el 7 de agosto de 2009 con el estreno de la temporada 2, "The Spy Who Shoved Me", y el segunda comedia con multicámaras (después de Sonny with a Chance) de utilizar una apariencia filmized en lugar de la apariencia Filmlook que se utilizó en la primera temporada.
El 25 de marzo de 2011, una película basada en The Suite Life on Deck titulado The Suite Life Movie salió al aire en Disney Channel. El episodio final de cuarenta minutos de la serie, "Graduation on Deck", salió al aire en Disney Channel el 6 de mayo de 2011.

## Sinopsis
La serie sigue a los hermanos gemelos Zack (Dylan Sprouse) y Cody Martin (Cole Sprouse) y la heredera del hotel London Tipton (Brenda Song) en un nuevo escenario, el SS Tipton, donde asisten a clases en el "Seven Seas High" y conocen a Bailey Pickett (Debby Ryan) mientras el Sr. Moseby (Phill Lewis) dirige el barco. El barco viaja por el mundo a países como Italia, Grecia, India, Suecia y el Reino Unido, donde los personajes experimentan culturas diferentes, aventuras y situaciones.

## Reparto

### Principales
- Cole Sprouse como Cody Martin, es el gemelo erudito, dulce, inteligente, sabio, ordenado, y sensible. Cody se desempeña bien académicamente, es un estudiante de A, y ha demostrado tener un gran interés en lo académico, sin embargo, no logra buenos resultados en los deportes. Está enamorado de Bailey, y al final de la  temporada 1 comienzan una relación. Cody se ve obligado a obtener el trabajo como chico de las toallas.
- Dylan Sprouse como Zack Martin, es el gemelo amante de la diversión, que ama los deportes, no estudioso, sociable, desordenado e inmaduro. Él trabaja en la barra de jugos en el barco como resultado de utilizar todo su dinero y el de Cody para el semestre. En la temporada 3 comienza a tener una relación con Maya.
- Brenda Song como London Tipton, es la hija de Wilfred Tipton, un multimillonario y dueño de múltiples cadenas de hoteles Tipton, incluyendo el de Boston y el SS Tipton. London suele ser egoísta, no muy brillante, desagradable, consentida, crédula, meticulosa acerca de su apariencia. En el SS Tipton, London se ha vuelto más consciente del mundo real y se ha enfrentado a varias dificultades.
- Debby Ryan como Bailey Pickett, es una adolescente de Kettlecorn, Kansas. Ella es muy inteligente al igual que Cody, al parecer la perfecta chica de al lado, y ha sido descrita como una "chica de una pequeña ciudad con los pies en la tierra". Ella comparte una habitación con London. Al final de la  temporada 1 comienza una relación con Cody.
- Phill Lewis como Marion Moseby, es el ex-gerente tenso y serio del Hotel Tipton, ahora es el chaperón y gerente del SS Tipton. Está enamorado de la Sra. Tutwieler y en el episodio final de la serie, le propone matrimonio.
- Doc Shaw como Marcus Little / Lil' Little (temporadas 2-3), era un cantante de Atlanta, Georgia, que después de golpear la pubertad, su voz cambio, perdió su fama y su carrera. Está enamorado de London.

### Secundarios
- Matthew Timmons como Woodrow "Woody" Fink (temporadas 1-3), es el compañero de cuarto en el SS Tipton de Cody. Él es conocido por ser desordenado y desorganizado y con malas calificaciones en la escuela.
- Erin Cardillo como Emma Tutweiller (temporadas 1-3), es una de las maestras en el Seven Seas High, la escuela a bordo del SS Tipton. Comúnmente conocida como Señorita Tutweiller, Emma es muy entusiasmada con su trabajo, pero a menudo se siente frustrada tanto por Cody y Bailey (sus mejores estudiantes) y Zack, London, y Woody (a quien ella considera sus peores estudiantes).
- Windell D. Middlebrooks como Kirby Morris (temporadas 1-3), es el guardia de seguridad del barco.
- Rachael Kathryn Bell como Addison (temporadas 1-3), es una estudiante de Seven Seas High y una amiga de Bailey, es muy hiperactiva y adicta a los dulces, por lo que habla a menudo muy rápidamente y de manera incoherente que a veces confunde a la gente.
- Ginette Rhodes como Eunice Pickett (temporadas 1, 3), es la madre de Bailey.
- Lillian Adams como la Sra. Pepperman (temporada 1), una pasajera del barco.
- Michael Hitchcock como el Sr. Blanket (temporada 2), es el consejero de orientación en el Seven Seas High y el psicólogo residente de la nave.
- Zoey Deutch como Maya Bennett (temporada 3), es una de las camareras del barco y ayuda a Zack a servir bebidas.

### Invitados
- Kim Rhodes como Carey Martin (1: "The Suite Life Sets Sail", 1: "Mom and Dad on Deck", 3: "Trouble in Tokyo", 3: "Graduation on Deck")
- Ashley Tisdale como Maddie Fitzpatrick (1: "Maddie on Deck")
- Brian Stepanek como Arwin Hawkhauser / Milos Hawkakapolis (1: "It's All Greek To Me", 3: "Computer Date", 3: "Graduation on Deck")
- Robert Torti como Kurt Martin (1: "Mom and Dad on Deck", 3: "Graduation on Deck")
- Miley Cyrus como Miley Stewart/Hannah Montana (1: "Double-Crossed")
- Emily Osment como Lilly Truscott/Lola Luftnagle (1: "Double-Crossed")
- Selena Gomez como Alex Russo (1: "Double-Crossed")
- David Henrie como Justin Russo (1: "Double-Crossed")
- Jake T. Austin como Max Russo (1: "Double-Crossed")
- Hutch Dano como Moose (1: "Mulch Ado About Nothing", 3: "Twister, Part 2")
- Jennifer Tisdale como Connie Fitzpatrick (1: "Flowers and Chocolate", 1:"Cruisin For A Bruisin")
- Brittany Curran como Chelsea Brimmer (1: "Flowers and Chocolate")
- Sophie Oda como Barbara Brownstein (1: "Flowers and Chocolate")
- Charlie Stewart como Bob (1: "Flowers and Chocolate")
- Jacopo Sarno como Luca (1: "When in Rome...")
- Chad Duell como Holden (1: "International Dateline", "Boo You")
- Adrian R'Mante como Esteban Ramírez (2: "Mother of the Groom")
- Jordin Sparks como Ella misma (2: "Crossing Jordin")
- Camilla y Rebecca Rosso como Jessica y Janice (2: "Model Behavior")
- Charo como Señora Ramírez (2: "Mother of the Groom")
- George Takei como Rome Tipton (2: "Starship Tipton")
- Kathie Lee Gifford como Cindy (2: "Model Behavior")
- Larry Van Buren Jr. como Dante (2: "Breakup in Paris", 3: "My Oh Maya")
- Justin Kredible como Armando (2: "Ala-ka-scram!")
- Elizabeth Sung como Khun Yai (2: "Family Thais")
- Ed Begley, Jr como Mayor Ragnar (2: "The Swede Life")
- Kurt Warner como él mismo (2: "Any Given Fantasy")
- Charles Shaughnessy como Constable (2: "Rollin' With the Holmies")
- Matthew Willig como Genio (2: "Rock the Kasbah")
- John Michael Higgins como Wilfred Tipton (3: "Twister, Part 3")
- Sean Kingston como Él mismo (3: "Party On!")
- Dwight Howard como Dwight Moseby Howard (3: "Twister, Part 1")
- Deron Williams como Él mismo (3: "Twister, Part 1")
- Kevin Love como Él mismo (3: "Twister, Part 1")
- Andy Richter como Theodore (3: "The Silent Treatment")
- Lisa K. Wyatt como Frankie (3: "Bon Voyage", "Graduation on Deck;")
- Fabio Lanzoni como el capitán Hawk (3: "Senior Ditch Day")
- Brian Posehn como el doctor Cork (3: "Frozen")
- Deron Williams como él mismo (3: "Twister, Part 1'")
- Kevin Love como Él mismo (3: "Twister, Part 1'")
- Michael Ralph como Sargento Pepper (3: "Twister: Part 3")

## Episodios
| Temporada | Temporada | Episodios | Episodios | Emisión original         | Emisión original    |
| Temporada | Temporada | Episodios | Episodios | Primera emisión          | Última emisión      |
| --------- | --------- | --------- | --------- | ------------------------ | ------------------- |
|           | 1         | 21        | 21        | 26 de septiembre de 2008 | 17 de julio de 2009 |
|           | 2         | 28        | 28        | 8 de julio de 2009       | 18 de junio de 2010 |
|           | 3         | 22        | 22        | 2 de julio de 2010       | 6 de mayo de 2011   |
|           | Película  | Película  | Película  | 25 de marzo de 2011      | 25 de marzo de 2011 |

### Especiales
| Especial N.º | Temporada N.º | Episodio N.º | Título           | Estreno en Estados Unidos | Estreno en Hispanoamérica | Estreno en España        |
| ------------ | ------------- | ------------ | ---------------- | ------------------------- | ------------------------- | ------------------------ |
| 1            | 2             | 29/30        | Lost at Sea      | 2 de noviembre de 2009    | 20 de febrero de 2010     | 10 de abril de 2010      |
| 2            | 2             | 50/51        | Breakup in Paris | 18 de junio de 2010       | 30 de julio de 2010       | 23 de diciembre de 2010  |
| 3            | 3             | 68/69/70     | Twister          | 08 de febrero de 2011     | 11 de abril de 2011       | 23 de septiembre de 2011 |

### Película
El 20 de septiembre de 2010, Disney Channel anunció que la producción para una Película Original de Disney Channel había comenzado y que estaba basado en The Suite Life of Zack & Cody y The Suite Life on Deck.
The Suite Life Movie se estrenó en Disney Channel en los Estados Unidos y Canadá el 25 de marzo de 2011.

### Crossover
The Suite Life on Deck tuvo un solo crossover, titulado Wizards on Deck with Hannah Montana que se estrenó en Estados Unidos el 17 de julio de 2009 en Disney Channel. La emisión fue vista por 10.6 millones de televidentes, convirtiéndose en el programa de mayor audiencia de la noche, tanto en televisión abierta y por especialidad. Zack y Cody, junto con Moseby aparecieron en un episodio crossover de I'm in the Band.

## Producción

### Desarrollo
El 4 de febrero de 2008, se anunció que Disney Channel estaba desarrollando un nuevo moderno spin-off de la serie de Disney Channel The Suite Life of Zack & Cody. El anuncio fue hecho por Gary Marsh, presidente de Disney Channel. Dijo: "Nuestro público nos ha demostrado que después de 88 episodios, 'The Suite Life of Zack & Cody' sigue siendo una de sus comedias favoritas de siempre, nos decidimos a encontrar una nueva forma de Zack, Cody, London, y el Sr. Moseby para vivir en otro 'The Suite Life' en un escenario completamente nuevo - esta vez a bordo de un crucero de lujo". El creador de la serie original, Danny Kallis anunció que se involucraron en el proyecto. Los elementos de la serie original siguen siendo los mismos, aunque el escenario es completamente diferente.
En diciembre de 2008, se informó de que Disney Channel había renovado la serie para una segunda temporada con trece episodios. El 11 de mayo de 2009, Disney emitió un comunicado de prensa diciendo que la segunda temporada se había ampliado para incluir un mayor número de episodios de los trece originales. Gary Marsh, presidente de Disney Channels Worldwide, dijo: "Con esta ampliación de la segunda temporada, el elenco de 'The Suite Life' hace que la historia de Disney Channel se convirtiera en la más larga trasmitiéndose con personajes continuos al aire - 138 episodios de media hora. Estamos muy contentos por ellos, y por la producción brillante, inspirado equipo que hizo esta extraordinaria racha posible".
A partir de 2011, la serie The Suite Life tiene el récord (162 episodios) por tener más larga duración de personajes continuos en el aire y la mayoría de los episodios de canon para cualquier serie de Disney Channel.

### Escenarios
Según muestran los creadores y productores, la elección de escenarios se hizo para atraer a un público internacional con diferentes puertos de escala, como la India, Grecia, Italia, Marruecos, el Reino Unido y Tailandia. Un teatro a bordo sirve como una puesta en escena "orgánica" para los números musicales. La mayor parte de la acción de la serie se produce a bordo del SS Tipton. Sin embargo, la nave viaja a una gran variedad de lugares alrededor del mundo que a menudo son lugares desconocidos tanto para Zack y Cody Martin.

#### SSTipton
El SS Tipton es un barco de crucero perteneciente al padre de London Tipton. La nave tenía su aspecto canónico por primera vez en The Suite Life of Zack and Cody en el episodio "Let Us Entertain You". A diferencia de la mayoría de los barcos de crucero que incluye también una escuela, Seven Seas High, que es un escenario común en el barco, al igual que la plataforma de Sky, el vestíbulo, los pasillos fuera de las cabinas de los estudiantes y las propias cabañas. En la temporada 3, el Aqua Lounge, un espacio recientemente reformado, en el barco ha demostrado, y lo sustituyó la cubierta del cielo como el lugar de reunión principal (aunque el Sky Deck es todavía de muestra). También hay varias áreas en el SS Tipton que se mencionan, pero nunca había visto, incluso varias cubiertas de la nave y putt-putt campo de golf, donde el capitán pasa la mayor parte de su tiempo. En el episodio de cruce de Wizards of Waverly Place, "Cast-Away (To Another Show)", el Sr. Moseby revela que el propio buque pesa 87.000 toneladas. Después de los acontecimientos en "Graduation on Deck" del SS Tipton fue vendido y posteriormente desmantelado.

#### Otros escenarios
- Antártida en el episodio de la tercera temporada "Frozen".
- Bélgica en el episodio de la tercera temporada "Party On!"
- Islas Galápagos en el episodio de la primera temporada "Sea Monster Mash".
- Grecia en el episodio de la primera temporada "It's All Greek to Me".
- India en el episodio de la primera temporada "The Mommy and the Swami".
- La línea internacional del cambio de fecha en "International Dateline".
- Kettlecorn, Kansas - Una locación ficticia en la tercera temporada en los episodios "Twister: Part 1", "Twister: Part 2", y "Twister: Part 3".
- Lichtenstamp - Una parodia de Liechtenstein en un episodio de la primera temporada "Maddie on Deck".
- Londres en el episodio de la segunda temporada "Rollin' With the Holmies".
- Monte Carlo en el episodio de la tercera temporada "The Silent Treatment".
- Marruecos en el episodio de la segunda temporada "Rock the Kasbah".
- New York - en el final de la serie "Graduation on Deck".
- París - en el episodio de la segunda temporada "Breakup in Paris".
- Parrot Island (En Latinoamérica denominada Isla Periquitos) - Una locación ficticia en el episodio n° 2 de la primera temporada "Parrot Island".
- Roma en el episodio de la primera temporada "When In Rome..."
- Sudamérica en el episodio de la tercera temporada "Senior Ditch Day".
- Suecia en el episodio de la segunda temporada "The Swede Life".
- Tailandia en el episodio de la segunda temporada "Family Thais".
- Tokio en el episodio de la tercera temporada "Trouble in Tokyo".
- Isla sin nombre en el episodio de la segunda temporada "Lost at Sea".

### Tema canción y secuencia de apertura
La canción principal de la serie, "Livin 'the Suite Life", fue escrita por John Adair y Steve Hampton (quien también escribió los temas para las series de Disney Channel The Suite Life of Zack & Cody, Phil del futuro y Wizards of Waverly Place , así como el tema de la serie ABC Kids Power Rangers: RPM), con música compuesta por Gary Scott (quien también compuso las pistas musicales para señalar cambios de escena y saltos de promoción, algunos de los cuales tienen un estilo similar al del tema), y es interpretado por el cantante británico Steve Rushton (a quien solo se le atribuye haber interpretado el tema en la segunda temporada).
La serie fue uno de los únicos 4 de los shows de Disney Channel que aún se están ejecutando en 2011 y cuya canción principal no la interpreta una estrella de la serie (Phineas y Ferb, Fish Hooks y Shake It Up son los otros).

## Recepción

### Índices de audiencia de Nielsen en EE. UU.
El piloto de la serie se estrenó en Disney Channel en los EE. UU. el 26 de septiembre de 2008, y reunió aproximadamente 5,7 millones de espectadores en la noche de su estreno. El estreno de la serie en Canadá fue también el estreno de la serie más vista en el canal Family. En diciembre de 2008, Business Wire informó que la serie fue #1 en serie más de televisión de 2008 con guion de niños entre las edades de 7 a 11 y adolescentes, superando a la veterana serie Hannah Montana y Wizards of Waverly Place en los índices de audiencia. La serie estaba en el lugar #1 para la más valorada serie de televisión de niños durante muchos meses. La serie fue una de las primeras cuatro series de televisión de acción real durante muchos meses. Desde entonces, “The Suite Life on Deck”, celebra el liderazgo en la franja horaria (viernes 20:00), ubicándose como el programa de televisión #1 entre los grupos demográficos claves de los niños, prácticamente duplicando a Nickelodeon entre niños y adolescentes de las edades de 7-19, y derrotarlo por un 6% entre los niños entre las edades de 7-11. Además, la serie es la #1 en el total de televidentes en todo el cable, superando al rango #2 (Fox News y Nickelodeon) por 800.000 espectadores más.
En agosto de 2009, el episodio clasificado como el más alto de The Suite Life on Deck fue el "Double-Crossed", la segunda parte de Wizards on Deck with Hannah Montana, una trilogía de episodios crossover con estrellas invitadas de Wizards of Waverly Place y Hannah Montana, que se estrenó el 17 de julio de 2009 en Disney Channel. El especial fue visto por más de 10,6 millones de espectadores, el programa de la noche a través de cable y televisión abierta, y se ubica como uno de los episodios de mayor sintonía para una serie original de Disney Channel.
A principios de octubre de 2009, un episodio especial de la serie de una hora "Lost at Sea" se convirtió en el episodio más visto de la serie, con un total de 7.6 millones de televidentes, incluyendo 3.2 millones en los niños y demográficos entre 7-11, y 2,8 millones en los adolescentes y demográficos entre 12-19. El episodio obtuvo los mejores números de Disney Channel en la hora con la programación regular en la historia de la red. En 2009, la serie fue la serie con guion más vista en los niños y demográficos entre (7-19), superando a Hannah Montana y varios otros programas de adolescentes. Los índices de audiencia de la segunda temporada de la serie creció un 25% más alta que la audiencia de la primera temporada de la serie, la segunda temporada ha promediado unos 5,1 millones de espectadores.

### Índices de audiencia del estreno de temporada
| Temporada | Episodio                 | Fecha de emisión (EE. UU.) | Índices de audiencia | Espectadores (en millones) |
| --------- | ------------------------ | -------------------------- | -------------------- | -------------------------- |
| 1         | The Suite Life Sets Sail | 26 de septiembre de 2008   | 4.8                  | 5.7                        |
| 2         | The Spy Who Shoved Me    | 7 de agosto de 2009        | 4.7                  | 5.1                        |
| 3         | The Silent Treatment     | 2 de julio de 2010         | 2.7                  | 3.4                        |

### Récord episodios más vistos
| #    | Episodio        | Fecha de emisión (EE. UU.) | Índices de audiencia | Espectadores (en millones) |
| ---- | --------------- | -------------------------- | -------------------- | -------------------------- |
| 1.21 | Double-Crossed  | 17 de julio de 2009        | 8.8                  | 10.6                       |
| 2.08 | Lost at Sea     | 2 de octubre de 2009       | 3.9                  | 7.6                        |
| 3.19 | Twister: Part 3 | 16 de enero de 2011        | 4.0                  | 7.2                        |

### iTunes
Antes que la serie hiciera su debut oficial al aire, el primer episodio titulado "The Suite Life Sets Sail" fue lanzado para su descarga gratuita en iTunes. Toda la serie ha sido lanzada.[cita requerida]

## Continuación abandonada
En 2013, durante una entrevista con Gawker, Dylan Sprouse reveló que él y su hermano le habían lanzado una idea al Disney Channel para continuar la serie Suite Life. El espectáculo vería a Zack y Cody regresar al Hotel Tipton en Boston para vivir con su madre, y se convertirían en mentores de un niño que vivía con su padre en el hotel. Disney rechazó la idea inicialmente, pero contactó a los gemelos un año después con un concepto editado que conservaba la historia del niño y su padre, pero Zack y Cody se mudarían a un hotel de Miami; Selena Gomez también protagonizaría pero los gemelos no obtendrían créditos como productores como lo habían solicitado. Debido a esto, Los Sprouses rechazaron el concepto, dejando el proyecto abandonado.

## Mercancías

### Lanzamientos del DVD
| Título del DVD                      | Región 1                 | Discos | Extras |
| ----------------------------------- | ------------------------ | ------ | --- |
| Anchors Away!                       | 25 de agosto de 2009     | 1      | "The Suite Life Sets Sail," "Parrot Island," "Kidney of the Sea," "International Dateline," "Maddie on Deck," y "Mulch Ado About Nothing." Además, una entrevista de Debby Ryan con los gemelos Sprouse ofrecen en este DVD. |
| Wizards on Deck with Hannah Montana | 22 de septiembre de 2009 | 1      | Episodios crossover de Wizards of Waverly Place, The Suite Life on Deck, y Hannah Montana. Justin's Award-Winning Essay, It's A Suite Life Having Fun with Hannah and the Wizards.                                           |

### Otros medios
Un libro de actividades sobre la base de la serie fue lanzado el 13 de julio de 2009, el libro se llama "The Suite Life on Deck Sink or Swim Sticker Activity Book". Un álbum de fotos basado en la serie también fue lanzado, el libro incluye varios pósteres, imágenes en color de la serie, leyendas y actividades para el lector. En agosto de 2009, dos nuevos libros titulados "Suite Life on Deck: A Day in the Life" y "Suite Life on Deck Party Planner" fueron lanzados por Walt Disney.

## Doblaje al español
| - Manuel Díaz como Zack Martin. - Memo Aponte como Cody Martin. - Gaby Ugarte como London Tipton. - Cynthia de Pando como Bailey Pickett. - Raul Anaya como Marion Moseby. - Javier Olguín como Marcus Little. - Carlos Díaz como Woody Fink. - Christine Byrd como Emma Tutweiller. Créditos técnicos - Estudio de doblaje: Diseño en Audio S.A. de C.V., México, D.F. - Director de doblaje: Francisco Colmenero. - Traductor Adaptador: Katya Ojeda Iturbide. - Director Creativo: Raúl Aldana - Doblaje al español producido por: Disney Character Voices International Inc. | - Carlos Bautista como Zack Martin. - Miguel Rius como Cody Martin. - Cristina Yuste como London Tipton. - Carmen Cervantes como Bailey Pickett. - Juan Amador Pulido como Marion Moseby. - Raúl Rojo como Woody Fink. - María del Mar Jorcano como Emma Tutweiller. Créditos técnicos - Estudio de doblaje: SOUNDUB Madrid, Barcelona, Santiago. - Director de doblaje: Pilar Santiagosa - Traductor: Oscar López - Director Creativo: Pilar Santiagosa - Doblaje al español producido por: Disney Character Voices International Inc. |

## Premios y nominaciones
| Año  | Premiación                 | Categoría                                                | Nominado                  | Resultado | Ref           |
| ---- | -------------------------- | -------------------------------------------------------- | ------------------------- | --------- | ------------- |
| 2010 | Green Globe Film Awards    | Mejores Actores Asiáticos Americanos en Hollywood        | Brenda Song               | Nominada  | [ 33 ] [ 34 ] |
| 2010 | Kids Choice Awards         | Programa de TV Favorito                                  | The Suite Life on Deck    | Nominados | [ 35 ] [ 36 ] |
| 2010 | Kids Choice Awards         | Actor de TV Favorito                                     | Cole Sprouse              | Nominado  | [ 35 ] [ 36 ] |
| 2010 | Kids Choice Awards         | Actor de TV Favorito                                     | Dylan Sprouse             | Ganador   | [ 36 ]        |
| 2010 | Hollywood Teen TV Awards   | Programa Adolescente: Comedia                            | The Suite Life on Deck    | Nominados | [ 37 ]        |
| 2010 | Hollywood Teen TV Awards   | Actriz Adolescente: Comedia                              | Debby Ryan                | Nominada  | [ 37 ]        |
| 2010 | Hollywood Teen TV Awards   | Actor Adolescente: Comedia                               | Dylan Sprouse             | Nominado  | [ 37 ]        |
| 2011 | Kids Choice Awards         | Programa de TV Favorito                                  | The Suite Life on Deck    | Nominados | [ 38 ] [ 39 ] |
| 2011 | Kids Choice Awards         | Actor de TV Favorito                                     | Cole Sprouse              | Nominado  | [ 38 ] [ 39 ] |
| 2011 | Kids Choice Awards         | Actor de TV Favorito                                     | Dylan Sprouse             | Ganador   | [ 39 ]        |
| 2011 | Kids Choice Awards         | Compañero de TV Favorito                                 | Brenda Song               | Nominada  | [ 38 ] [ 39 ] |
| 2011 | Casting Society of America | Mejor Elenco en Casting - Mejor serie Infantil y Juvenil | Dana Gergely Brandi Brice | Ganadores | [ 40 ]        |